# Ingmar Granstedt
Ingmar Granstedt est un socio-économiste français d'origine suédoise né en 1946. Il a particulièrement étudié les conséquences sociales de l'industrialisation. Une autre partie de ses écrits est consacrée à la théologie.

## Travaux
Granstedt a effectué une expérience d'observation participante dans une usine Volvo en Suède, dans les années 1970. Il en a tiré un article paru dans la revueEsprit en 1975, mais surtout la matière de son livre L'impasse industrielle publié en 1980. Voici ce qu'écrit François Partant à propos de cet ouvrage : « Ingmar Granstedt procède à une analyse critique de la construction économique mondiale, en s'attaquant surtout à sa dimension technique, et en mettant à profit l'angle d'observation utilisé par Ivan Illich et André Gorz. Comme ces auteurs, il distingue deux modes de production et s'inquiète du grand déséquilibre qui s'est établi entre eux. La production autonome, celle que chaque travailleur pouvait jadis assurer d'une manière très souple, à partir de ressources locales et à l'aide de moyens techniques locaux en vue de satisfaire à ses besoins propres et à ceux d'un groupe social relativement étroit (un village, une région…), tend à disparaître au profit de la production intégrée. Celle-ci qu'André Gorz appelle hétéronome (par opposition à autonome), met en œuvre des moyens techniques lourds, donc des capitaux importants, une main-d’œuvre généralement abondante et en ce cas organisée d'une manière quasi militaire, avec non seulement une civilisation de travail dans chaque entreprise mais une spécialisation des tâches de plus en plus poussée qui s'est étendue à toutes les entreprises et à tous les producteurs, en particulier aux paysans. Comme conséquence de ces spécialisations et de l'interconnexion des activités, mais aussi du fait de son importance en volume (donc des larges débouchés qu'elle exige), de la nature et de l'origine des approvisionnements qui lui sont nécessaires (matières premières, énergie, etc.), la production intégrée a fini par rendre interdépendantes toutes les activités de production et donc tous les travailleurs à une échelle pratiquement planétaire. Si bien qu'un événement qui se produit n'importe où dans le monde peut avoir une incidence sur les possibilités de travail et de consommation de populations apparemment non concernées. »
Dans la continuité de ce travail, Ingmar Granstedt fait paraître en 1982 dans la revue Autogestion une étude intitulée « Du chômage à l'autonomie conviviale », qui sera ensuite rééditée par la revue S!lence, puis par les éditions A plus d'un titre. Dans ce texte, Granstedt constate que le système industriel est devenu contre-productif et instable, et que le chômage touche ou menace une bonne part de la population, mais que cela peut être une occasion de diminuer la part d'hétéronomie dans la vie des gens, et de gagner en autonomie et en convivialité. En imaginant un scénario consistant à passer les salariés d'une entreprise à temps partiel au lieu de procéder à des licenciements, ce livre étudie comment il est possible d'utiliser le temps ainsi libéré pour des activités productives vernaculaires. Il propose de procéder par étapes, détaillées avec précision, pour aboutir à engager un démantèlement sélectif des filières industrielles, réflexion qui aujourd'hui redevient d'actualité.
Revenant vingt ans après sur ces questions, il publie un Petit manifeste pour sortir de la folle concurrence en 2006, disponible en livre et sur internet.
Entre-temps, Granstedt se consacre à la théologie. Après un premier ouvrage Genèse de l’espérance. Incertaine mondialisation et croix du Christ paru en 1997, il publie Portrait d'Etty Hillesum en 2001. Ce n'est pas le premier livre paru en français sur cette juive hollandaise morte en déportation, mais l'ouvrage marque les commentateurs, tant par le fait que Granstedt, qui lit le hollandais, a accès à l'intégralité des textes de Hillesum que par la finesse des interprétations qu'il donne de ces écrits.
Par ailleurs, Granstedt s'est intéressé à l'œuvre du théologien jésuite Pierre Ganne, dont il a établi et publié certains textes.

## Œuvres

### Livres
- L'impasse industrielle, Le Seuil, coll. « Techno critique », 1980 ; réédition A plus d'un titre, 2011.
- Du chômage à l'autonomie conviviale, 1982 ; réédition A plus d'un titre, 2012.
- Genèse de l’espérance. Incertaine mondialisation et croix du Christ, Profac, 1997.
- Portrait d'Etty Hillesum, Desclée de Brouwer, 2001.
- Peut-on sortir de la folle concurrence ? Petit manifeste à l'intention de ceux qui en ont assez, La ligne d'horizon, 2006. PDF sur le site de la Ligne d'Horizon

### Participation à des ouvrages collectifs
- L’Épilogue violent de la mimésis techno-économique. In Violence et vérité: Colloque de Cérisy autour de René Girard, éd. P. Dumouchel, 275-280. Paris, Grasset, 1985.
- Actualité d'un prophète : Pierre Ganne, Cahier de Meylan no 2005-1, Centre Théologique de Meylan, 2005.

### Articles
- L'outil et l'autogestion, revue Esprit, juillet/août 1975
- Les incidences de l'informatique sur les conditions de travail et l'emploi, Gaule, Alain ; Granstedt, Ingmar, Paris. Inst. de recherche économique et planification, 1971.